# C'est Comme Ça
C'est Comme Ça è un singolo del gruppo musicale statunitense Paramore, pubblicato il 12 gennaio 2023 come terzo estratto dal sesto album in studio This Is Why.

## Descrizione
L'uscita del singolo è stata anticipata dalla pubblicazione di un teaser criptico, da parte dei profili ufficiali del gruppo, sui principali social network il 9 gennaio 2023, con la sigla "ccc" (acronimo del titolo del brano).
Alla sua pubblicazione, la cantante Hayley Williams ha dichiarato riguardo al brano, che ha detto essere ispirato a Yard Act e Dry Cleaning e vicino a sonorità dance punk:
Il brano è stato definito "caotico" ed "energico" dalla critica, e ispirato ad artisti come Franz Ferdinand e The Strokes. Cult Following, che l'ha definito «un tributo all'indie rock anni 2000», lo ha tuttavia giudicato meno ispirato e originale dei precedenti due singoli.

## Video musicale
Per il brano è stato pubblicato un lyric video realizzato da Zac Farro, batterista del gruppo.

## Tracce
Testi e musiche di Hayley Williams, Taylor York e Zac Farro.
1. C'est Comme Ça – 2:29

## Classifiche
| Classifica (2023)                | Posizione massima |
| -------------------------------- | ----------------- |
| Stati Uniti (rock & alternative) | 37                |